# Comuna Dumești, Iași
Dumești (în trecut, Păușești) este o comună în județul Iași, Moldova, România, formată din satele Banu, Chilișoaia, Dumești (reședința), Hoisești și Păușești.

## Așezare
Comuna se află în centrul județului, pe malul drept al Bahluiului, la est de orașul Podu Iloaiei. Este deservită de șoseaua județeană DJ280C, care o leagă spre nord de Lețcani (unde se termină în DN28). În comuna Dumești se află sărăturile de la Valea Ilenei, arie protejată de tip floristic, unde sunt ocrotite specii de plante halofile și higrofile rare: hreanul sălbatic, garoafa, mătrița, rogozul și pătlagina.

## Demografie
Componența etnică a comunei Dumești
     Români (89,49%)
     Alte etnii (0,07%)
     Necunoscută (10,44%)
Componența confesională a comunei Dumești
     Ortodocși (88,76%)
     Alte religii (0,66%)
     Necunoscută (10,58%)
Conform recensământului efectuat în 2021, populația comunei Dumești se ridică la 4.252 de locuitori, în scădere față de recensământul anterior din 2011, când fuseseră înregistrați 4.576 de locuitori. Majoritatea locuitorilor sunt români (89,49%), iar pentru 10,44% nu se cunoaște apartenența etnică. Din punct de vedere confesional, majoritatea locuitorilor sunt ortodocși (88,76%), iar pentru 10,58% nu se cunoaște apartenența confesională.

## Politică și administrație
Comuna Dumești este administrată de un primar și un consiliu local compus din 13 consilieri. Primarul, Gabriel Agavriloaie[*], de la Partidul Social Democrat, este în funcție din 1 noiembrie 2024. Începând cu alegerile locale din 2024, consiliul local are următoarea componență pe partide politice:
|  | Partid                          | Consilieri | Componența Consiliului | Componența Consiliului | Componența Consiliului | Componența Consiliului | Componența Consiliului | Componența Consiliului |
|  | ------------------------------- | ---------- | ---------------------- | ---------------------- | ---------------------- | ---------------------- | ---------------------- | ---------------------- |
|  | Partidul Social Democrat        | 6          |                        |                        |                        |                        |                        |                        |
|  | Partidul Național Liberal       | 3          |                        |                        |                        |                        |                        |                        |
|  | Uniunea Salvați România         | 2          |                        |                        |                        |                        |                        |                        |
|  | Alianța pentru Unirea Românilor | 2          |                        |                        |                        |                        |                        |                        |

## Istorie
La sfârșitul secolului al XIX-lea, comuna purta denumirea de Păușești, făcea parte din plasa Cârligătura a județului Iași și era formată din satele Păușești, Dumești, Hoisești, Căcărăzeni, Buțulucu, Holm, Scobălțeni, Chilișoaia și Frumușelele, având în total 2497 de locuitori. Funcționau în comună șase mori de apă și două cu aburi, cinci biserici și trei școli cu 96 de elevi. Anuarul Socec consemnează schimbarea numelui comunei în Dumești, comună ce făcea parte din plasa Bahlui a aceluiași județ, având 2383 de locuitori în satele Dumești, Hoisești, Căcărăzeni, Păușești și Chilișoaia, după ce satele Holm și Scobălțeni trecuseră la comuna Podu Iloaiei. În 1931, comunei i-au fost alipite și satele comunei Cucuteni, desființată; situația a fost însă temporară, satele separându-se din nou și comuna lor reapărând sub numele de Lețcani.
În 1950, comuna Dumești a fost transferată raionului Iași din regiunea Iași. În 1968, a revenit la județul Iași, reînființat.

## Monumente istorice

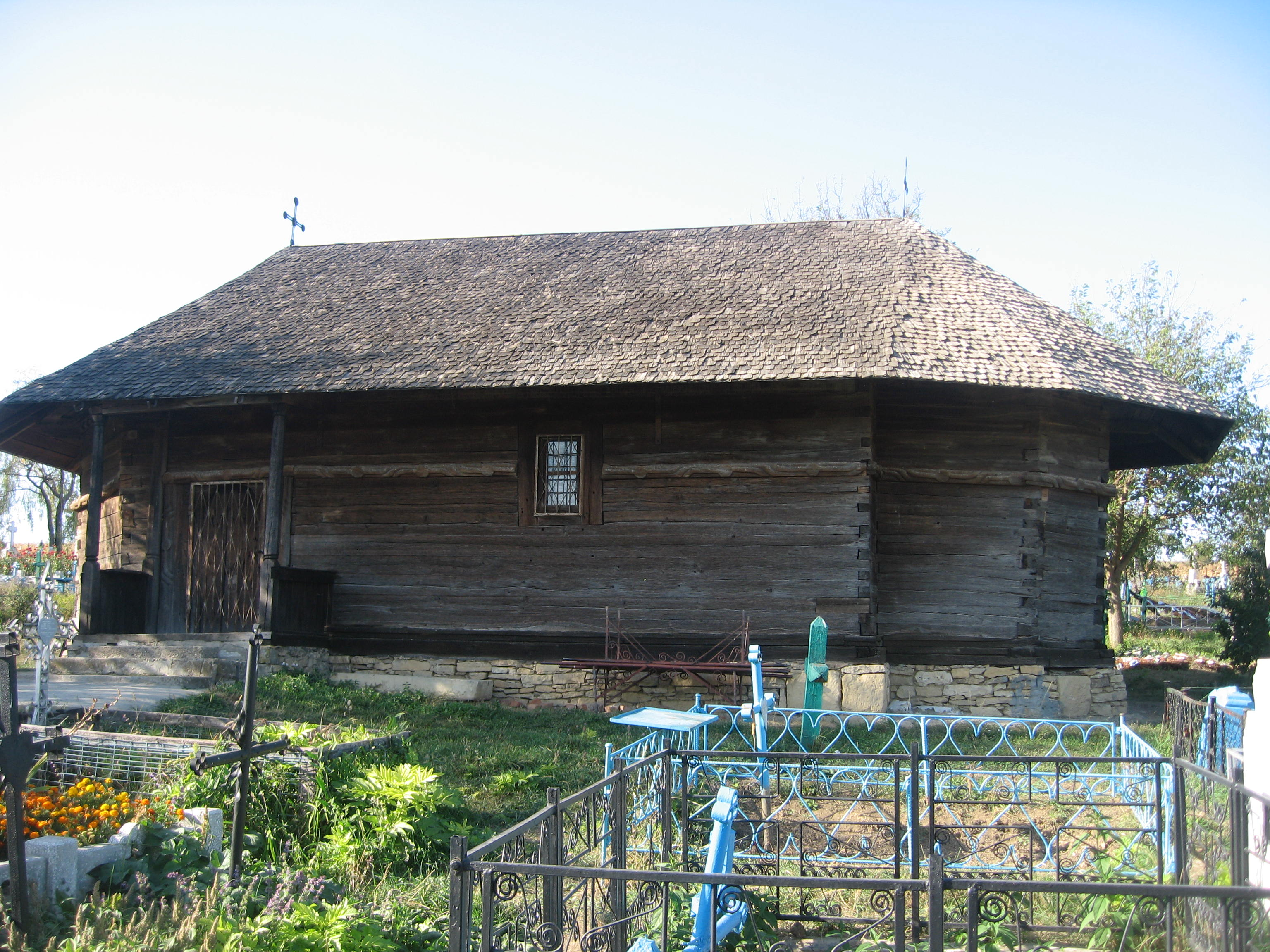
Biserica de lemn „Sf. Gheorghe” din Păușești, monument istoric de interes național

În comuna Dumești se află "biserica de lemn „Sf. Gheorghe”, monument istoric de arhitectură de interes național, datând din 1643 și aflată în satul Păușești.
În rest, alte nouă obiective din comună sunt incluse în lista monumentelor istorice din județul Iași ca monumente de interes local. Dintre acestea, șase sunt situri arheologice: situl de la „Fundătura” (200 m sud de satul Chilișoaia) cuprinde așezări din secolul al IV-lea e.n. (epoca daco-romană), secolele al VI-lea–al VII-lea (epoca migrațiilor) și secolele al XIV-lea–al XV-lea; situl de la „Siliștea” din partea de nord-vest a aceluiași sat are în componența sa urmele unor așezări din secolele al IV-lea–al V-lea, secolele al VII-lea–al VIII-lea (epoca migrațiilor), secolele al IX-lea–al X-lea, secolele al XI-lea–al XII-lea (Evul Mediu Timpuriu) și secolele al XIV-lea–al XV-lea; la „Coasta Viei” pe dealul de la sud-vest de satul Dumești, s-au găsit așezări din eneolitic (cultura Cucuteni, una faza A și alta faza B) și eneoliticul final (cultura Horodiștea-Erbiceni); situl de la „Biserica Veche 1 și 11” aflat lângă biserica veche de lemn din afara satului Păușești, cuprinde așezări din Halstattul timpuriu, secolele al II-lea–I î.e.n. (perioada Latène), secolele al II-lea–al III-lea e.n. (epoca romană), secolul al IV-lea e.n. (perioada daco-romană), secolele al V-lea–al VI-lea (epoca migrațiilor) și secolele al XIV-lea–al XVI-lea; în sfârșit, situl de la „Cantonul Silvic” (aflat la 800 m sud-est de satul Păușești) conține așezări din epoca bronzului târziu (cultura Noua), secolul al IV-lea e.n. (perioada daco-romană), secolul al V-lea, secolele al VI-lea–al IX-lea (epoca migrațiilor), secolele al X-lea–al XI-lea, secolele al XI-lea–al XIII-lea (epoca medievală timpurie), secolul al XVI-lea și secolele al XVI-lea–al XVIII-lea (Evul Mediu).
Celelalte trei obiective sunt clasificate ca monumente de arhitectură — biserica de lemn „Sfinții Împărați” (începutul secolului al XVIII-lea), biserica „Sfinții Apostoli” (1802) — ambele din satul Dumești —, și biserica „Sfinții Apostoli” (1805) din satul Păușești.

## Personalități născute aici
- Haralamb Vasiliu (1880 - 1953), agrochimist, membru post-mortem al Academiei Române.